# 기프트 오르반
기프트 엠마누엘 오르반 (Gift Emmanuel Orban, 2002년 7월 17일 ~ )는 나이지리아의 축구 선수이며, 리옹에서 스트라이커로 뛰고 있다.